# Wacław Koral
Wacław Koral (ur. 20 sierpnia 1918 w Hebdowie, zm. 15 listopada 1989) – polski rolnik i działacz ruchu ludowego, poseł na Sejm PRL V i VI kadencji.

## Życiorys
Syn Stefana i Katarzyny. Prowadził własne gospodarstwo rolne. W 1962 eksternistycznie zdał egzamin z zakresu Technikum Rolniczego. W 1947 wstąpił do Stronnictwa Ludowego, z którym w 1949 przystąpił do Zjednoczonego Stronnictwa Ludowego. Był radnym Powiatowej Rady Narodowej, zasiadał też w jej prezydium. Pełnił funkcję prezesa Powiatowego Komitetu ZSL w Obornikach, był również członkiem Wojewódzkiego Komitetu partii. Zajmował stanowisko wiceprezesa Powiatowego Związku Kółek Rolniczych. W 1969 i 1972 uzyskiwał mandat posła na Sejm PRL w okręgu Gniezno. Przez dwie kadencje zasiadał w Komisji Budownictwa i Gospodarki Komunalnej, a w trakcie VI ponadto w Komisji Przemysłu Lekkiego.

## Odznaczenia
- Złoty Krzyż Zasługi
- Odznaka 1000-lecia Państwa Polskiego